# The Hidden Hand
A The Hidden Hand amerikai stoner/doom metal együttes volt. 2002-ben alakultak a marylandi Potomac-ben, és 2007-ben oszlottak fel. Énekesük, Scott Weinrich a Saint Vitus, The Obsessed és Place of Skulls nevű zenekarokban is szerepelt. Szövegeik témái a politika, a történelem és a spiritualitás. Maga Weinrich is elmondta egy interjúban, hogy a "Hidden Hand politikai jellegű".

## Tagok
- Scott "Wino" Weinrich – gitár, ének
- Bruce Falkinburg – basszusgitár, ének
- Matt Moulis – dob
- Dave Hennessy – dob
- Evan Tanner – dob

## Diszkográfia
- Divine Propaganda CD/LP (MeteorCity Records/Exile On Mainstream Records(UK)/Beard of Stars Records (LP) 2003)
- Mother Teacher Destroyer CD/LP (Southern Lord Records/Exile On Mainstream Records(UK) 2004)
- The Resurrection of Whiskey Foote CD/LP (Southern Lord Records 2007/Doomentia Records (LP) 2009)

### EP-k
- "De-sensitized" 7" (McCarthyism Records 2002)
- Night Letters (split lemez a Wooly Mammoth-tal, MeteorCity Records/McCarthyism Records 2004)
- Devoid of Colour (Southern Lord Records 2005)